# Vancouver Film Critics Circle
La Vancouver Film Critics Circle (VFCC) è un'associazione di critici cinematografici canadesi che ogni anno nel mese di gennaio conferisce un riconoscimento ai migliori film, attori e registi canadesi e internazionali.

## Storia
La Vancouver Film Critics Circle è stata fondata nel 2000 da David Spaner e Ian Caddell allo scopo di promuovere l'industria cinematografica del Canada e della Columbia Britannica. I suoi membri sono giornalisti, blogger e critici cinematografici televisivi e radiofonici, residenti a Vancouver. Dal gennaio 2001, la Vancouver Film Critics Circle organizza una serata di gala durante la quale vengono assegnati i premi ai vincitori fra i candidati presenti in sala.

## I premi

### Internazionali
- Miglior film
- Miglior regista
- Miglior attore
- Miglior attrice
- Miglior attore non protagonista
- Miglior attrice non protagonista
- Miglior sceneggiatura
- Miglior documentario

### Canadesi
- Miglior film canadese
- Miglior film della Columbia Britannica (Best BC film)
- Miglior regista canadese
- Miglior regista esordiente canadese
- Migliore attore canadese
- Migliore attrice canadese
- Miglior attore non protagonista canadese
- Miglior attrice non protagonista canadese
- Miglior sceneggiatura canadese
- Miglior documentario canadese
- Premio Ian Caddell alla carriera